# Bergneustadt
Bergneustadt is een stad en gemeente in de Duitse deelstaat Noordrijn-Westfalen, gelegen in het Oberbergischer Kreis. De gemeente telt 18.502 inwoners (31 december 2020) op een oppervlakte van 37,87 km².

## Stedenbanden
- Châtenay-Malabry, F, 1967
- Landsmeer, NL, sinds 1968

Stedenbande tussen Châtenay-Malabry en Landsmeer sinds 1986
- „Arbeitsgemeinschaft Neustadt in Europa“ (Duitstalige Wikipedia „Neustadt in Europa“)

## Plaatsen in de gemeente Bergneustadt
- Altenothe
- Attenbach
- Auf dem Dümpel
- Baldenberg
- Belmicke
- Bösinghausen
- Brelöh
- Freischlade
- Geschleide
- Hackenberg
- Höh
- Hüngringhausen
- Immicke
- Leienbach
- Neuenothe
- Niederrengse
- Pernze
- Pustenbach
- Rosenthal
- Rosenthalseifen
- Wiedenest
- Wörde

Bergneustadt · Engelskirchen · Gummersbach · Hückeswagen · Lindlar · Marienheide · Morsbach · Nümbrecht · Radevormwald · Reichshof · Waldbröl · Wiehl · Wipperfürth